# Deutsche Botschaft Nikosia
Die Deutsche Botschaft Nikosia ist die diplomatische Vertretung der Bundesrepublik Deutschland in der Republik Zypern. 

## Lage und Gebäude
Die Kanzlei der Botschaft befindet sich im Zentrum der zyprischen Hauptstadt Nikosia. Die Straßenadresse lautet: 10 Nikitaras Street, 1080 Nikosia. 
Die Räumlichkeiten der Kanzlei befinden sich seit 1969 in einem angemieteten viergeschossigen Objekt, das üblichen sicherheitstechnischen Anforderungen nicht mehr gerecht wird. Im Jahr 2011 wurde eine gutachterliche Überprüfung der Erdbebensicherheit des Gebäudes durchgeführt.
Die Bundesbauverwaltung schrieb im Jahr 2009 die Generalplanung für einen Neubau aus. Das Architektenbüro Huber Staudt gewann mit seinem Vorschlag eines kompakten fünfgeschossigen Kubus aus dem für Zypern typischen Sandstein den 1. Preis. Es steht ein Grundstück unweit der Vertretungen von Russland und den Vereinigten Staaten an der Straße Georgiou Lapithi, Ecke Boulevard Archiepiskopou Makariou III, im Stadtteil Egkomi zur Verfügung.

## Auftrag und Organisation
Die Deutsche Botschaft Nikosia hat den Auftrag, die deutsch-zyprischen Beziehungen zu pflegen, die deutschen Interessen gegenüber der Regierung von Zypern zu vertreten und die Bundesregierung über Entwicklungen in Zypern zu unterrichten.
In der Botschaft werden die Sachgebiete Politik, Wirtschaft und Arbeit sowie Kultur und Bildung bearbeitet.
Das Referat für Rechts- und Konsularaufgaben der Botschaft bietet deutschen Staatsangehörigen alle konsularischen Dienstleistungen und Hilfe in Notfällen an. Es besteht ein telefonischer Rufbereitschaftsdienst. Der konsularische Amtsbezirk der Botschaft umfasst ganz Zypern. Die Visastelle erteilt Einreiseerlaubnisse für in Zypern ansässige Staatsangehörige dritter Länder.

## Geschichte
Die Republik Zypern erlangte am 16. August 1960 offiziell die Unabhängigkeit vom Vereinigten Königreich. Die Bundesrepublik Deutschland hatte schon am 12. April 1955 ein Konsulat in Nikosia eröffnet, das am 20. Juni 1960 in eine Botschaft umgewandelt wurde.
Die DDR war seit 1965 mit einer von einem Legationsrat geleiteten Handelsmission in Nikosia präsent. Am 21. Dezember 1972 kam es zur Aufnahme diplomatischer Beziehungen. Bis zum Beitritt der DDR zur Bundesrepublik Deutschland im Jahr 1990 waren Botschafter der DDR in Nikosia auf Posten.